# Thomas Krief
Thomas Krief (ur. 5 czerwca 1993 w Grenoble) – francuski narciarz dowolny, specjalista w halfipe'ie. W Pucharze Świata zadebiutował 11 stycznia 2009 roku w Les Contamines, zajmując 17. miejsce. Tym samym już w swoim debiucie zdobył pierwsze pucharowe punkty. Na podium zawodów tego cyklu po raz pierwszy stanął 22 sierpnia 2015 roku w Cardronie, kończąc rywalizację na drugiej pozycji. Rozdzielił tam Torina Yater-Wallace’a z USA i swego rodaka, Benoit Valentina. Najlepsze wyniki osiągnął w sezonie 2012/2013, kiedy to zajął 20. miejsce w klasyfikacji generalnej, a w klasyfikacji halfpipe’u był piąty. W 2013 roku zdobył brązowy medal w halfpipie na mistrzostwach świata w Voss, gdzie lepsi byli tylko dwaj reprezentanci USA: David Wise i Torin Yater-Wallace. Na rozgrywanych rok później igrzyskach olimpijskich w Soczi był jedenasty.

## Osiągnięcia

### Igrzyska olimpijskie
| Miejsce | Dzień     | Rok  | Miejscowość | Konkurencja | Zwycięzca   |
| ------- | --------- | ---- | ----------- | ----------- | ----------- |
| 11.     | 18 lutego | 2014 | Soczi       | Halfpipe    | David Wise  |
| 10.     | 21 lutego | 2018 | Pjongczang  | Skicross    | Brady Leman |

### Mistrzostwa świata
| Miejsce | Dzień    | Rok  | Miejscowość | Konkurencja | Zwycięzca      |
| ------- | -------- | ---- | ----------- | ----------- | -------------- |
| DNS     | 3 lutego | 2011 | Park City   | Slopestyle  | Alex Schlopy   |
| 27.     | 5 lutego | 2011 | Park City   | Halfpipe    | Micheal Riddle |
| 3.      | 5 marca  | 2013 | Voss        | Halfpipe    | David Wise     |
| 6.      | 9 lutego | 2019 | Park City   | Halfpipe    | Aaron Blunck   |

### Puchar Świata

#### Miejsca w klasyfikacji generalnej
- sezon 2008/2009: 142.
- sezon 2010/2011: 57.
- sezon 2011/2012: 88.
- sezon 2012/2013: 20.
- sezon 2013/2014: 80.
- sezon 2014/2015: 63.
- sezon 2015/2016: 82.
- sezon 2016/2017: 294.
- sezon 2017/2018: 38.
- sezon 2018/2019: 28.

#### Miejsca na podium
1. Cardrona – 22 sierpnia 2012 (halfpipe) – 2. miejsce
2. Cardrona – 23 sierpnia 2015 (halfpipe) – 2. miejsce
3. Secret Garden – 22 grudnia 2017 (halfpipe) – 1. miejsce
4. Mammoth Mountain – 9 marca 2019 (halfpipe) – 3. miejsce